# Luis Ladaria Ferrer
Luis Francisco Ladaria Ferrer S.J. (Manacor, 19 april 1944) is een Spaans geestelijke en een kardinaal van de Rooms-Katholieke Kerk, werkzaam voor de Romeinse Curie.
Ladaria Ferrer studeerde rechten aan de universiteit van Madrid, waarna hij in 1966 intrad bij de orde van de Jezuïeten. Hij werd op 29 juli 1973 priester gewijd. Vervolgens studeerde hij in Rome aan de Pauselijke Universiteit Gregoriana, waar hij ook van 1986 tot 1994 vicerector was. Hij vervulde diverse functies binnen de curie.
Op 9 juli 2008 werd Ladaria Ferrer benoemd tot secretaris van de congregatie voor de Geloofsleer en tot titulair aartsbisschop van Thibica. Zijn bisschopswijding vond plaats op 26 juli 2008. Sinds 2 augustus 2016 leidt hij tevens de commissie die in opdracht van paus Franciscus de rol en statuur van vrouwelijke diakens in de Vroege Kerk moet bestuderen.
Op 1 juli 2017 werd Ladaria Ferrer benoemd tot prefect van de congregatie voor de Geloofsleer. Hij was de opvolger van Gerhard Müller, wiens vijfjarige termijn afliep en niet verlengd werd. Ladaria Ferrer werd - zoals gebruikelijk - tevens benoemd tot voorzitter van de Pauselijke Bijbelcommissie, de Pauselijke Commissie Ecclesia Dei en de Internationale Theologencommissie.
Ladaria Ferrer werd tijdens het consistorie van 28 juni 2018 kardinaal gecreëerd. Hij kreeg de rang van kardinaal-diaken. Zijn titeldiakonie werd de Sant'Ignazio di Loyola a Campo Marzio.
De congregatie voor de Geloofsleer werd in 2022 opgeheven bij de invoering van de apostolische constitutie Praedicate Evangelium. De taken en bevoegdheden van de congregatie werden toegewezen aan de nieuw ingestelde dicasterie voor de Geloofsleer, waarvan Ladaria Ferrer de eerste prefect werd.
Ladaria Ferrer ging op 1 juli 2023 met emeritaat. Op 19 april 2024 verloor hij - in verband met het bereiken van de 80-jarige leeftijd - het recht om deel te nemen aan een toekomstig conclaaf. 
- Bibsys: 90598992
- Biblioteca Nacional de España: XX845508
- Bibliothèque nationale de France: cb12174281d (data)
- Gemeinsame Normdatei: 134020847
- International Standard Name Identifier: 0000 0001 0905 5065
- Library of Congress Control Number: n79118535
- Nationale Bibliotheek van Tsjechië: xx0273553
- Nederlandse Thesaurus van Auteursnamen: 069730482
- Réseau des bibliothèques de Suisse occidentale: 02-A003488230
- Istituto Centrale per il Catalogo Unico: CFIV066196
- Système universitaire de documentation: 030297273
- Virtual International Authority File: 59125839
- WorldCat: E39PBJxH4yKbjrjgJ4rK9GpVmd